# Pierre Hazette
Pierre J.F.A. Hazette est un homme politique et écrivain belge de langue française né à Marneffe (Burdinne, Province de Liège) le 15 mars 1939.

## Biographie
Pierre Hazette est né le 15 mars 1939 à Marneffe, petit village de la Hesbaye hutoise. Ses parents, Jean Hazette et Denise Mahia, y tenaient un commerce de peintures et décoration.
Après des études primaires au village et secondaires au Collège St Quirin à Huy, Pierre Hazette obtient l'agrégation en lettres classiques à l'Université de Liège où il reste comme assistant jusqu'à son service militaire qu'il termine en 1963 avec le grade de lieutenant.
De son mariage avec Marie-Paule Leruth en 1964 naissent deux enfants, Jean-François et Bénédicte. La famille vit à Braives où Pierre Hazette devient échevin (adjoint au maire) à la suite des élections communales de 1970.
En 1972, il est président-fondateur du Club Richelieu de Huy
Il a perdu son épouse en 1992 et s'est remarié en 1995 avec Claudine Kinet, proviseur de l'Athénée de Jodoigne.
Pierre Hazette est Grand Officier de l'Ordre de Léopold, Officier dans l’Ordre National du Burkina Faso et Officier dans l’Ordre des Palmes Académiques de la République française, Citoyen d'honneur de la ville de Liège.

## Carrière professionnelle
Dès la fin de son service militaire, Pierre Hazette enseigna les langues anciennes dans les classes terminales à l'Athénée d'Andenne d'abord, puis à Huy (Lycée et ITCF) et enfin à l'Athénée de Waremme. C'est là que le Ministre de l'Éducation nationale, Michel Toussaint, vient le chercher en 1973 pour l'attacher à son cabinet. Michel Toussaint le gardera dans son équipe l'année suivante lorsqu'il deviendra Ministre du Commerce extérieur. Cette année-là (1974), Pierre Hazette ajoute à ses fonctions la direction du cabinet du Président du PRLW (Parti Réformateur Libéral Wallon, ex-PLP) André Damseaux. Dans cette activité, il collabore au rapprochement entre libéraux wallons et bruxellois et à la réunion de ceux-ci avec les régionalistes wallons conduits par François Perin et Jean Gol en 1976.
Pierre Hazette entre ensuite comme Conseiller-Chef de service au Parlement de la Communauté française. Il quittera cette assemblée cinq ans plus tard pour devenir Directeur de cabinet des Ministres de l'Éducation nationale Michel Tromont puis André Bertouille.
Il passe ensuite un an à la tête du SELOR, le Secrétariat permanent de recrutement des fonctionnaires, et le 31 octobre 1985, il prête serment en qualité de sénateur. Deux ans plus tard, il emporte un siège de député fédéral. Il opte en 1995 pour les assemblées régionale et communautaire où il se spécialise dans les matières d'environnement, d'agriculture et d'enseignement.
Au bureau du Parlement de la Communauté française, où il siègera pendant douze ans, il s'investit dans les relations interparlementaires.
En 1996 il participe comme observateur de l'Union européenne aux premières élections libres en Palestine.
En juillet 1999, il entre dans le gouvernement de la Communauté française de Belgique en qualité de Ministre de l'Enseignement secondaire, des arts et des lettres, puis un an plus tard, de Ministre de l'Enseignement secondaire et de l'enseignement spécialisé.
Le 10 août 2004, il a pris fonction de Délégué général de la Communauté française Wallonie-Bruxelles à Dakar, Sénégal.

### Carrière politique
- De janvier 1971 à décembre 1976, Pierre Hazette est échevin de l'instruction à Braives.
- De 1981 à 1984 Pierre Hazette est chef de cabinet des Ministres de l'éducation nationale  Michel Tromont puis André Bertouille.
- De janvier 1983 à 1991 Pierre Hazette est conseiller communal à Braives.
- De 1985 à 1987 Pierre Hazette est sénateur provincial.
- De 1987 à 1995 Pierre Hazette est député fédéral et de ce fait membre du Parlement wallon et du Parlement de la Communauté française.
- De 1995 à 1999 Pierre Hazette est député wallon et communautaire ainsi que sénateur de communauté.
- D'octobre 1999 à juin 2004, Pierre Hazette est d'abord Ministre de la Communauté française chargé de l'Enseignement secondaire, des Arts et des Lettres puis ministre de la Communauté française chargé de l'Enseignement secondaire et de l'Enseignement spécialisé.

Principaux textes de lois ou décrets déposés
On lui doit une œuvre décrétale importante, couronnant ses efforts incessants de réconciliation des enseignants et du monde politique et de la société en général[non neutre].
On citera notamment les décrets organisant l'accueil des élèves primo-arrivants, responsabilisant les élèves adultes dans l'enseignement secondaire, organisant l'enseignement spécialisé, organisant les centres d'enseignement et de formation en alternance, précisant les avantages sociaux dans l'enseignement, favorisant la dispensation des cours de latin en classes terminales, rapprochant l'école et le théâtre...
Il a puissamment contribué à la revalorisation de l'enseignement technique et de l'enseignement professionnel par des actions promotionnelles, le rééquipement des ateliers, en coopération avec la Région wallonne, à hauteur de 25 millions d'euros et surtout par la définition des profils de formation dans tous les secteurs visés par ces enseignements.
Il a fait voter, en fin de législature, le décret créant des centres de rescolarisation, destinés à accueillir les élèves récidivistes exclus de leurs écoles. Contesté au sein même de la majorité de l'époque, ce décret a été abrogé par le gouvernement suivant.
Hostile au port du voile à l'intérieur des écoles de la Communauté française, il se défend des accusations d'islamophobie portées contre lui par les mouvements islamistes radicaux, en soulignant l'effort qu'il a fait en faveur d'une meilleure connaissance de l'Islam à travers une brochure largement diffusée dans les écoles, intitulée L'Islam, vous connaissez ?
Il est à l'origine du nouvel accord de coopération qui lie les entités francophones fédérées et l'Algérie. Il a aussi fédéré les recherches des universités francophones pour étudier la problématique des élèves à haut potentiel et conseiller les parents souvent désemparés en présence des manifestations de l'intelligence hors normes.
Carrière diplomatique
Délégué général de la Communauté française Wallonie-Bruxelles à Dakar d'août 2004 à juillet 2008 pour les pays suivants : Sénégal, Bénin, Guinée, Burkina Faso.
Consultant en matière d’éducation auprès du Gouvernement du Togo (2017)
En 2012, il défendit les titres et mérites de Liège comme ville candidate à l’organisation de l’Exposition Internationale de 2017. Il visita les gouvernements d’Algérie, de la Gambie, du Ghana et de la Sierra Leone. Ses démarches lui valurent le titre de Citoyen d’honneur de la ville de Liège.

## L'écrivain

### Essais
- Le Chemin va encore monter, essai, éditions Luc Pire, 1996.
- Lettre ouverte aux parents responsables, essai, CEFAL Éditions, 2012  (ISBN 978-2-87130-340-4).

### Romans
- Les Taxis de Dakar, roman, éditions Luc Pire, 2006  (ISBN 2-87415-558-6).
- Les Barreaux de sable, roman, éditions Luc Pire, 2008  (ISBN 978-2-507-00148-3).
- Haïr César ?, roman, CEFAL Éditions, 2011  (ISBN 978-2-87130-304-6).
- Perdition, roman, CEFAL Éditions, 2013  (ISBN 978-2-87130-349-7)[1].

### Biographies
- Thomas Nikas, Forcer la chance, biographie, CEFAL Éditions, 2013  (ISBN 978-2-87130-360-2)[2],[3]
- Laurent Minguet. Les tribulations d’un entrepreneur liégeois. Les Editions de la Province de Liège, 2015  (ISBN 978-2-39010-006-5)

### Autobiographie
- Sous le titre J’ai fait de mon mieux, Editions du CEP, 2018  (ISBN 978-2-39007-042-9), Pierre Hazette évoque, à l’occasion de son 80e anniversaire, outre les principales étapes de sa vie familiale, son parcours d’écolier, d’élève, d’étudiant, d’assistant à l’Université, de candidat officier de réserve, de jobiste, de professeur, de conseiller ministériel, de mandataire communal, de fonctionnaire parlementaire, de fonctionnaire général, de parlementaire, de ministre, de diplomate et d’écrivain.

### Ouvrage collectif
- Que garder d’hier pour construire demain ? (Edition Now Future, 2021,  (ISBN 978-2-930940-48-9)). Pierre Hazette a invité dix personnalités à répondre à cette question en s’appuyant sur leurs connaissances et expériences.

### Haïr César?etPerdition
Cette section ne s'appuie pas, ou pas assez, sur des sources secondaires ou tertiaires indépendantes du sujet.

Pour l'améliorer, ajoutez-en, ou placez des modèles {{Source secondaire souhaitée}} ou {{Source secondaire nécessaire}} sur les passages mal sourcés. (février 2024)

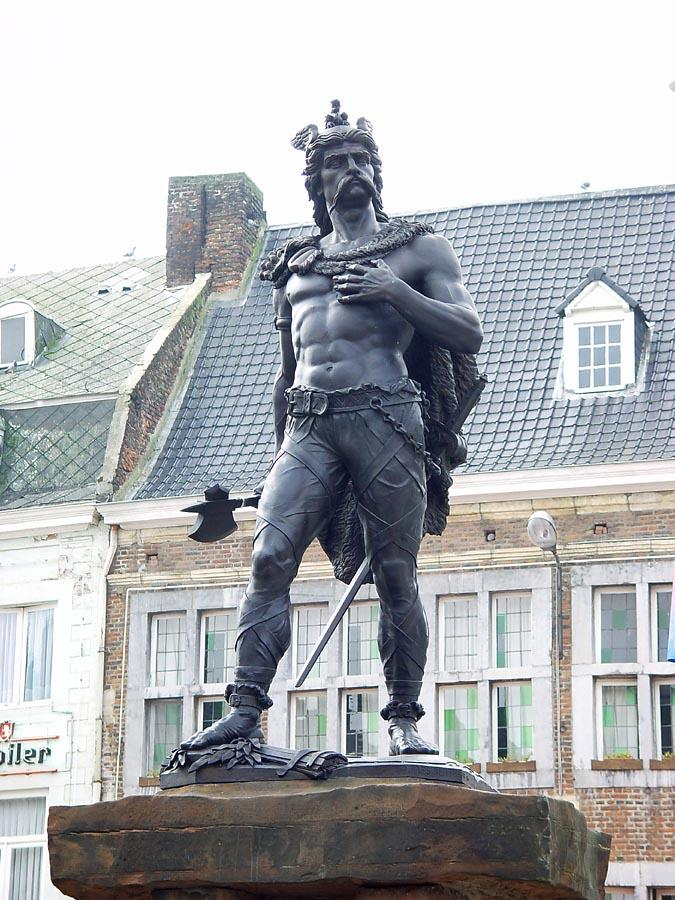
Statue d'Ambiorix à Tongres (Belgique).

Pierre Hazette, latiniste de formation, dans son roman publié en 2011 Haïr César ?, part d'une anomalie qu'il a détectée dans les Commentaires sur la Guerre des Gaules. Il s'agit du double génocide que le conquérant romain inflige au royaume éburon. Pourquoi un second génocide quand, de l'aveu même de César, le massacre de la cinquième année de guerre n'a laissé aucune trace de vie sur la terre gauloise. Pierre Hazette ne croit pas au prétexte avancé par César : la traque d'Ambiorix ne peut justifier le déploiement des légions pendant la dernière année de guerre. Le mobile le plus vraisemblable est la quête insatiable de l'or qui guide le chef des armées romaines. César échoue. Le trésor des Éburons reste inviolé. Sous la plume de Pierre Hazette, la fiction s'emploie à combler les lacunes de l'histoire.
En 2013, l'auteur ne lâche pas le sujet mais il le présente sous un autre jour. Son roman Perdition débute dans les rues de Liège en 2011. On y rencontre un professeur d'université, victime d'un maître chanteur libanais, contraint d'entraîner ses étudiants dans la recherche du trésor des Éburons. Les voilà près de la campagne des Sarrasins, à Braives, le long de la Chaussée Romaine, la route la plus médiatisée de Belgique. Le chantage conduit au meurtre, le meurtre à l'enquête policière, l'enquête conduit les policiers au Liban, et pendant ce temps les étudiants cherchent. Et qui cherche trouve! Pour Pierre Hazette, l'alchimie fonctionne à rebours de la légende: c'est l'or qui transforme l'homme et non l'alchimiste qui fait de l'or avec du plomb.
L'histoire —ce n'est pas son moindre intérêt- ouvre de nombreuses fenêtres sur l'audace des jeunes, l'avenir de l'agriculture, les richesses de la pensée antique, les progrès foudroyants des technologies de la communication, les mystères du Liban, les coulisses du conflit syrien ou des printemps arabes, les frustrations des minorités dans la nouvelle Europe.

## Distinctions et reconnaissance
- Le 24 septembre 2010, à l'initiative du Collège communal de Burdinne et de son bourgmestre Luc Gustin, l'école communale de Marneffe, où Pierre Hazette fut élève, a pris son nom.
- Citoyen d'honneur de Liège (2012)[5]